# Rosita (película de 2019)
Rosita  es una película de Argentina filmada en colores dirigida por Verónica Chen sobre su propio guion que se estrenó el 17 de octubre de 2019 y que tuvo como actores principales a Sofía Brito y  Marcos Montes.

## Sinopsis
Lola es una joven rubia, de ojos claros cuyo trabajo como masajista en un salón de belleza apenas le alcanza para subsistir, vive con sus tres hijos –cada uno de distinto padre- en la casa del abuelo de los chicos, donde vive “de prestado”, y mudarse con sus hijos parece estar lejos en el horizonte. Un día al volver del trabajo encuentra que no están allí su hija Rosita y el abuelo materno que había quedado al cuidado de todos y sus otros hijos le cuenta que habían salido juntos. En medio de su angustia  Lola descubre aspectos muy oscuros del pasado de su padre y cuando este vuelve con la niña al día siguiente decide confrontarlo.

## Reparto
Participaron del filme los siguientes intérpretes:
- Sofía Brito	...	Lola
- Marcos Montes	...	Omar
- Joaquín Rapalini
- Felipe Dratler
- Dulce Wagner...Rosita
- Noemí Frenkel
- Javier Drolas
- Luciano Cáceres
- Mariana Chaud
- Veronica Hassan
- Nicolás Mateo
- Tony Lestingi

## Comentarios
Diego Brodersen en Página 12 opinó:

”…un realismo urbano de espacios abiertos y cerrados, de ciudades y suburbios, pero también de ámbitos íntimos, de dormitorios, livings y, sobre todo, cocinas donde se juegan algunas verdades del presente, el pasado y el futuro…“¿Qué es ser una buena madre?”, se pregunta la directora…En última instancia, Rosita es la historia de una difícil pero posible reconciliación: la ciudad podrá ser una jungla hostil, pero no todos sus habitantes son monstruos, parece decir Chen, quien finalmente entrega una película en contra de la crudeza y la crueldad de tanto cine social contemporáneo.

Isabel Croce en La Prensa escribió:

”El inicio policial deriva en un drama psicológico que enfrenta a una mujer sola frente a la responsabilidad de tres hijos. Pero también a una mujer sola y un padre que eligió el camino que lo separó de la familia y le hizo conocer la cárcel. Espacio contemporáneo donde conviven la culpa y el deseo, la incomunicación y la desconfianza, los baches de una educación y los resquemores sociales que impiden confesar las propias limitaciones. "Rosita" es un relato que marca, a la vez, un fuerte enfrentamiento y un sólido diálogo entre padres e hijos...Sofía Brito, en el papel de Lola, y Marcos Montes, en un difícil trabajo de composición, destacan en un elenco homogéneo. …Fotografía, locaciones marinas y escenas tan inesperadas como auténticas...dan solidez a un sensible filme argentino.”